# Plantages in Suriname
Plantages in Suriname werden vooral in de zeventiende en achttiende eeuw opgezet. Tot in de negentiende eeuw werden slaven en contractarbeiders uit Java en India op de plantages in de kolonie Suriname te werk gesteld. De plantages in Suriname waren van belang voor de productie van rietsuiker en katoen, maar ook voor tropisch hout, indigo en - vanaf 1720 - steeds meer voor koffie- en cacaobonen. De plantage-economie van Suriname zorgde voor belangrijke opbrengsten én aanzienlijke financiële verliezen in de Republiek der Zeven Verenigde Nederlanden.

## Plantages

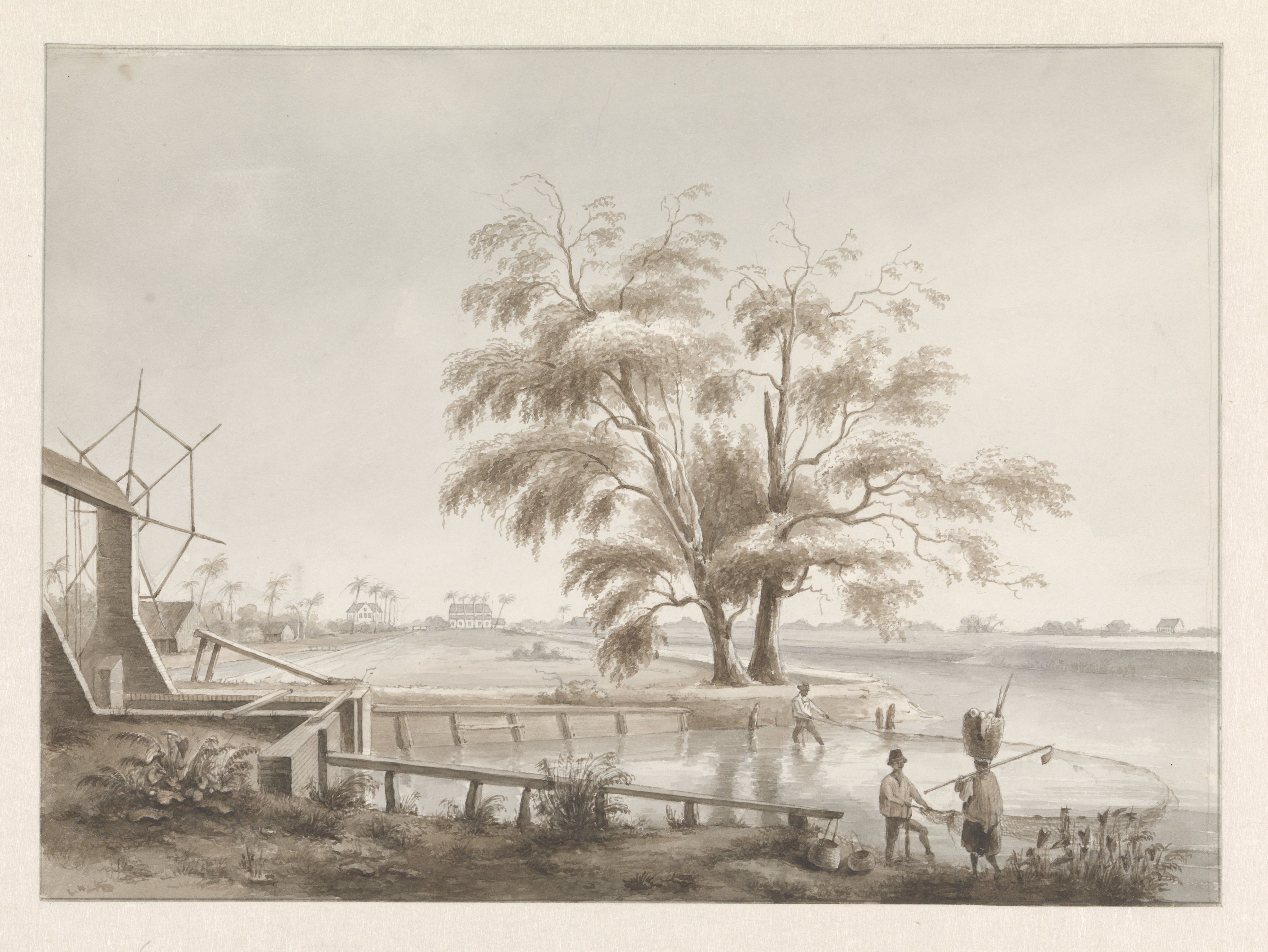
Gezicht op een plantage, op de voorgrond vissers en links een sluis, door Hendrik Huygens, Paramaribo, ca 1850

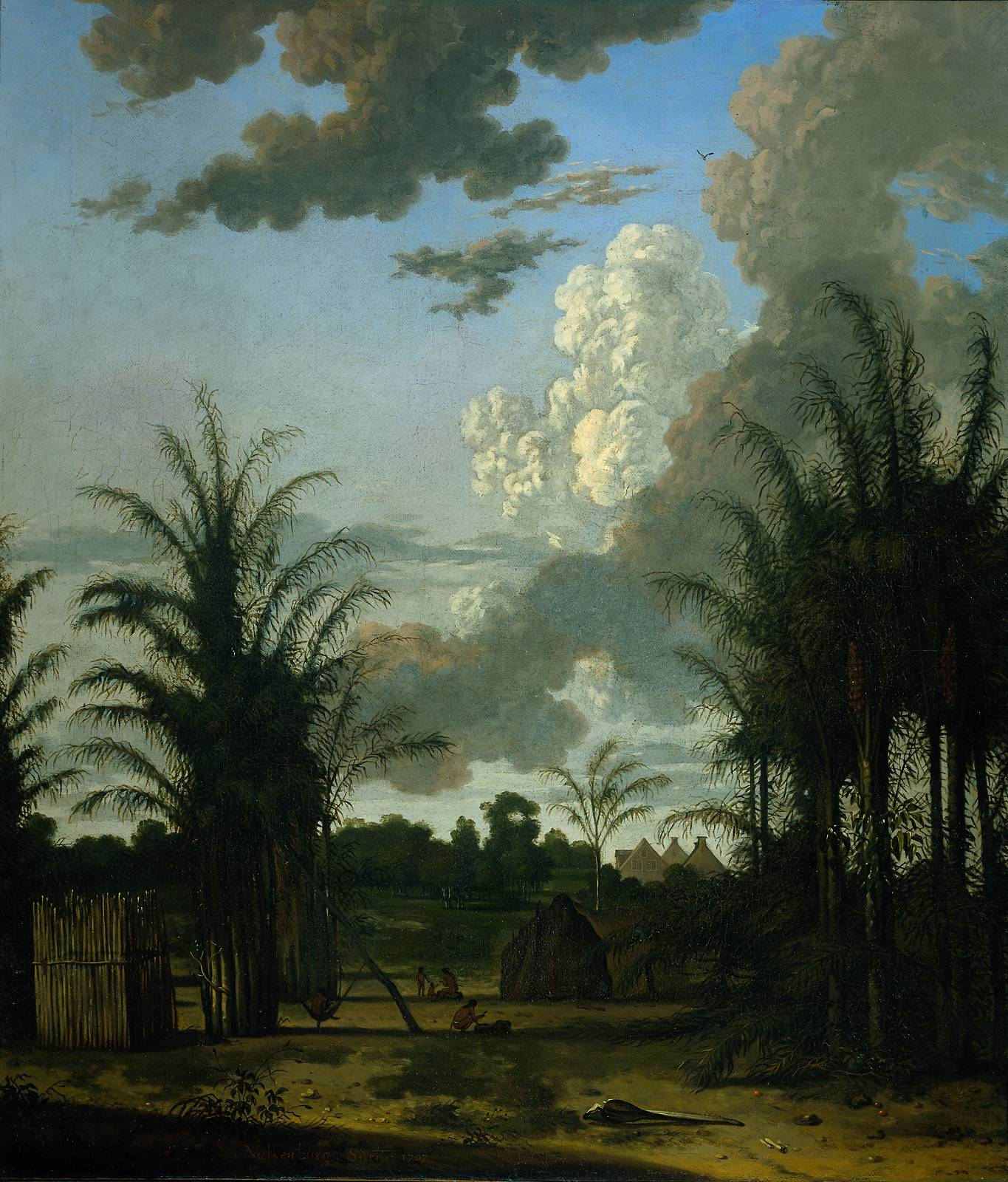
Plantage in Suriname, door Dirk Valkenburg (1707). Mogelijk betreft het plantage Palmeneribo, van Jonas Witsen.

Toen de Zeeuwen in 1667 de kolonie Suriname veroverden op de Engelsen, verhuisden veel Engelsen met hun slaven naar de Britse kolonie Jamaica. Door deze verhuizing van arbeidskrachten kwam de productie van de kostbare rietsuiker in gevaar. De rijke planter Jeronimo Clifford werd beboet en gevangen gehouden omdat hij zijn plantage Courcabo - die hij in 1683 had verkregen - wilde opheffen. Nieuwe planters, zoals de labadisten, stichtten plantages als La Providence. De hugenotenfamilies Crommelin, Texier, Nepveu, Coutier, De Cheusses en De Rayneval stichtten 'La Liberté', 'La Confiance', 'L'Espérance', 'Mon Plaisir', 'Mon Trésor', 'À la Bonne Heure' en 'Ma Retraite'. De leden van deze families hadden ook bestuurlijke functies. Genoemde christelijke plantage-eigenaren zagen zichzelf veelal als brenger van het christendom die de wereld van de afgoderij moest verlossen. Daarnaast waren er joodse plantage-eigenaren, eind 17e eeuw een veertigtal.

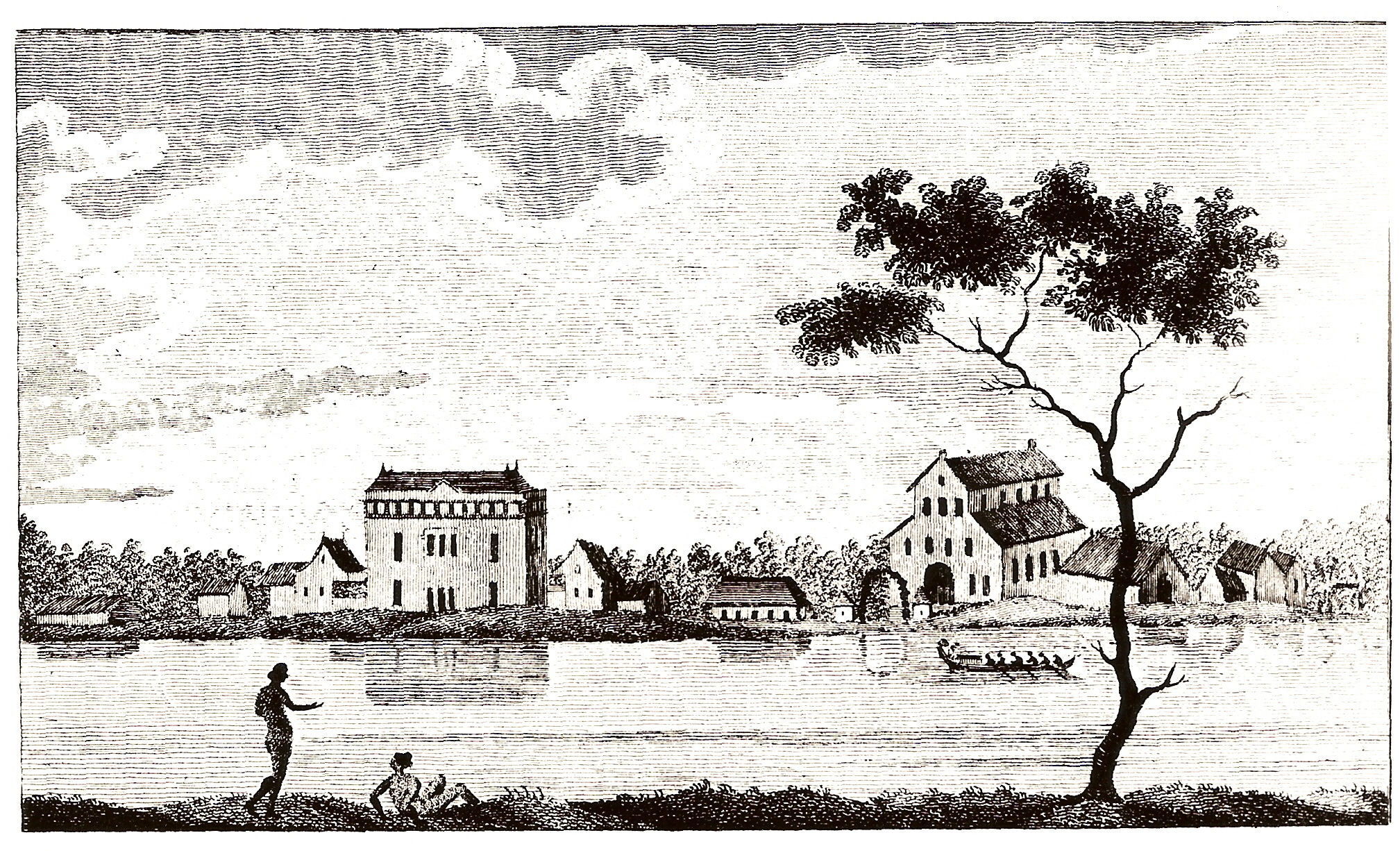
Plantage Alkmaar, 18e-eeuwse gravure

Het aantal plantages nam mogelijk toe van 50 in 1683, 80 in 1684, 128 in 1704 tot 171 in 1713. De getallen variëren nogal naargelang de auteur. Het aantal slaven in die periode nam toe van 3.226 tot 13.000. In 1730 bedroeg het aantal plantages ruim 400.

## Opzet van plantages
In Suriname lagen plantages zowel in of direct rondom Paramaribo als ver buiten de stad aan de kuststrook. De plantages buiten Paramaribo lagen bijna altijd aan een van de grote rivieren, zoals de Suriname-, Commewijne-, Saramacca-, Nickerie- of Coppenamerivier. De vaak kilometers lange, rechthoekige plantages lagen met de korte zijde aan de rivier. Daar was met dijken en sluizen een uitgebreid poldersysteem van kanalen en molens opgezet dat werkte met de getijden van de Atlantische Oceaan. Deze waterhuishouding zorgde voor de drainage, irrigatie en waterenergie en voor het transport van producten naar de haven.

## Organisatie van een plantage
Het grootste deel van de verschillende plantages in Suriname was eigendom van de Sociëteit van Suriname, een publiek-private onderneming van de West-Indische Compagnie (WIC) en de stad Amsterdam. Daarnaast was ook het gouvernement in Suriname eigenaar van een gouvernementsplantages, voornamelijk houtplantages (ook wel houtgronden genoemd). Aan het hoofd van de plantage stond de plantage-eigenaar (planter) of de plantagedirecteur. Deze werd bijgestaan door een blankofficier - een opperbaas van Europese afkomst - en een zwartofficier (ook wel bastiaan genoemd) - een donkere slaaf die de leiding had over de slaven op de plantage. In het algemeen waren op een plantage verschillende soorten slaven aanwezig: veldslaven die in het veld werkten, ambachtsslaven die bijvoorbeeld als timmerman klussen op de plantage of in het huis uitvoerden, en huisslaven, meestal vrouwelijke slaven die als huisvrouw, schoonmaakster of kindermeisje in het huis van de plantage-eigenaar of -directeur werkten. Naast de werkende slaven woonden er ook slaven die niet (meer) werkten op een plantage; zieke slaven, jonge kinderen of juist ouderen die niet meer in het veld of in huis aan het werk gezet konden worden.

## Reglementen
Vanaf 1695 gold in Suriname het Plantaadjereglement. Deze werd in 1725, 1749, 1760, 1761, 1784, 1799 en 1817 aangevuld. In 1851 werden specifiek voor de slavernij de slavenreglementen afgekondigd. In het Gouvernementsblad van de Kolonie Suriname van 6 mei 1851 werden de slavenreglementen bekrachtigd; het betrof het Reglement op het onderhoud, den arbeid, de huisvesting en de tucht der slaven op de plantaadjen en gronden in de kolonie Suriname en het Reglement op de behandeling der Slaven in de stad Paramaribo en hare buitenwijken, en in de stad Nieuw-Rotterdam of zogenaamde Nickeriepunt. Met ingang van 17 mei 1851 moest op iedere plantage het reglement in papieren vorm aanwezig zijn. Wanneer het reglement niet tijdens een bezoek van gouvernementsambtenaren getoond kon worden kon een boete van tien gulden gegeven worden. In het reglement werden de verplichtingen van de plantagehouders of -directeuren naar de slaven op plantages buiten Paramaribo beschreven, onder andere op het gebied van werktijden, arbeidsduur, rusttijden en zwangerschap. Ook werden er eisen aan de huisvesting en voeding gesteld. Zo moesten plantagehouders de slaven wekelijks een portie van twee trossen bananen en een portie van twee pond "bakkeljauw of andere gerookte vis" verschaffen. Indien de bananen niet aanwezig of beschikbaar waren dan kon een (voorgeschreven) vervangende hoeveelheid rijst, yams, tajer, korenmeel, tarwemeel of gort gegeven worden. In plaats van de bakkeljauw mocht ook gerookt en gezouten vlees of haring en makreel gegeven worden.
Maandelijks moest aan iedere slaaf een pond zout (in regentijd) of een halve pond (in droge tijd) gegeven worden. Verder moesten de plantagehouders iedere slaaf boven de achttien jaar iedere zes weken een pond tabak en drie pijpen geven. Daarnaast had iedere mannelijke slaaf boven de achttien dagelijks recht op een glas rum of dram. Vrouwelijke slaven en mannelijke slaven onder de achttien kregen iedere week twee glazen melasse. Slaven die op de houtgronden (houtplantages) werkten, kregen een vrije dag per week om een eigen moestuin -  de zogenaamde kosttuin - te onderhouden. Zij ontvingen geen bananen of vervangende levensmiddelen, zoals de slaven op andersoortige plantages wekelijks kregen.

## Leven op de plantage
De lange werkdagen begonnen en eindigden met het luiden van een klok, de zogenaamde slavenbel. Het niet op tijd beginnen van een werkdag kon leiden tot straf voor de slaven.  
Er werd op plantages hard opgetreden tegen slaven die de plantageregels hadden overtreden. Zo kon op koffieplantages een straf worden opgelegd als er niet genoeg koffiebonen waren geplukt.

## Producten
Vrijwel de gehele productie werd naar Amsterdam vervoerd; 93% van alle suiker, 99% van alle koffie (na 1724) en 87% van alle cacao (na 1740). Soms voer een schip naar Delfzijl. Verder exporteerde de kolonie katoen, limoensap en letterhout, ideaal voor het maken van wandelstokken. De tabak die werd verbouwd was na 1749 voornamelijk bestemd voor inlands gebruik. De plaatselijke rum werd naar de Engelse koloniën geëxporteerd. Rond 1750 bestond de export voor de helft uit koffie, een steeds populairder wordende drank. In 1770 waren er rond 450 plantages waarvan 350 werden geleid door op provisiebasis werkende administrateurs. Tijdens de Amsterdamse beurscrisis van 1773 gingen veel Surinaamse plantagehouders failliet, wat de WIC in grote financiële moeilijkheden bracht.

## Boedelplantage
Na de afschaffing van de slavernij in Suriname werd een plantage geregeld door meerdere vrijgemaakte slaafgemaakten gekocht. Na het overlijden kwam deze plantages in het gezamenlijk bezit van de erfgenamen. Vaak werd het beheer of een duidelijke boedelverdeling niet vastgesteld met in de loop van de 150 jaar erna versnipperd eigendom en verwaarlozing tot gevolg. In Suriname is hiervoor de term boedelplantage gangbaar. Met de inwerkingtreding van het nieuw Surinaams Burgerlijk Wetboek (BW) per 1 mei 2025 vallen de boedelplantages terug naar de overheid, cq. worden ze aangemerkt als domeingrond. De onteigening kan alleen wanneer bij langdurige boedel geen eigenaar bekend is. Het is de president die het besluit neemt en de rechter die het eindoordeel heeft. Inheems en tribaal grondgebied wordt niet onder boedelplantages geschaard.

## Trivia
- In 1721 werd de eerste koffie geëxporteerd; Stephanus Laurentius Neale wordt genoemd met de aanplant van de eerste koffiestruik
- In 1686 werd de eerste cacaoboom en in 1735 de eerste katoenstruik aangeplant
- In respectievelijk 1685 en 1686 werden een okra en een ananas opgestuurd aan de Hortus Botanicus Amsterdam. Vanuit Amsterdam werd een moerbeiboom opgestuurd om te proberen zijderupsteelt op te zetten. George Clifford of Jonas en zijn oom Nicolaes Witsen zouden hierbij een rol kunnen hebben gespeeld. Het is niet onmogelijk dat ook de schilderes Merian, die in 1699 naar Suriname reisde, uitgenodigd was. Merian was een kenner van rupsen en insecten. Ook de bosbouw in Suriname zou perspectieven en alternatieven kunnen bieden voor de scheepsbouw in Amsterdam en omstreken. Ook dat zou door Nicolaes Witsen aangezwengeld kunnen zijn. Pogingen om muskaat, kruidnagel en kaneel naar Suriname over te brengen werden gedwarsboomd door de VOC.[10]